# Jens Haven
Jens Haven (23 juin 1724 - 16 avril 1796) était un missionnaire danois-canadien (en) morave et le principal fondateur des missions moraves au Labrador.

## Biographie
Jens Haven est né à Sønderhaven dans la paroisse de Vust à Jammerbugt au Danemark. Sa famille était luthérienne, mais après avoir été apprenti chez un menuisier morave, il a rejoint la communauté morave à Herrnhut dans l'est de la Saxe, en Allemagne. En 1758, il se rendit avec son frère Peter et Matthäus Stach (en) aux missions moraves au Groenland (en) parmi les Inuits, y resta quatre ans et contribua à fonder la colonie de Lichtenfels (en). Haven avait longtemps souhaité se rendre au Labrador et n'a pas été découragé par le meurtre antérieur par des indigènes du Labrador de six missionnaires, dirigés par Johann Christian Erhardt (1718 - 1752).
Dans l'ouvrage Memoir of the Life of Br. Jens Haven, il est enregistré disant :
« En 1752, en apprenant à Herrnhut, que le Dr. Erhardt, un missionnaire envoyé sur la côte du Labrador avait été assassiné par les Esquimaux, je ressentis pour la première fois une forte impulsion d'aller prêcher l'Évangile à cette même nation, et deviens certain, dans mon esprit, que je devrais aller au Labrador ».
Après avoir reçu l'autorisation des dirigeants de l'Église morave en 1764, Haven s'est rendu à Londres et a rencontré Hugh Palliser, gouverneur de Terre-Neuve, et a fait connaître son intention d'établir une mission. Avec l'aide de Palliser, il arriva au détroit de Belle Isle à l'été de cette année-là. Sa première rencontre avec les Inuits de Terre-Neuve a eu lieu à Quirpon (en), et il a pu leur parler dans leur langue maternelle, qu'il avait apprise alors qu'il était en poste au Groenland. Haven était bien accueilli par les Inuits et était connu parmi eux sous le nom de Jens Ingoak ou petit Jens. Il était respecté par les Inuits car il parlait leur langue, portait des vêtements similaires et était de petite taille. Sur le plan du tempérament, il était décrit comme rude et ayant un fort tempérament, mais chaleureux et déterminé.
Sur la base des expériences de Haven, les Moraves ont décidé d'établir une mission permanente au Labrador et, en 1765, Haven est revenu avec trois autres missionnaires. En raison de désaccords entre les Moraves et les autorités anglaises au sujet des concessions de terres, Haven retourna en Europe, passant la plupart de son temps en Angleterre et aux Pays-Bas. Finalement, en 1769, les terres demandées, 100 000 acres (400 km2), furent obtenues, et Haven retourna au Labrador en 1770. Il retourna en Angleterre plus tard cette année pour prendre des dispositions pour la maison de mission proposée, et avant de revenir en 1771, épousa Mary Butterworth, une Morave anglaise.
Le groupe missionnaire de 14 membres - composé d'Allemands, de Danois et de Britanniques - a choisi un site qu'ils ont appelé Nain. Nain n'était pas un site idéal pour la mission, donc un nouveau site fut mis en place à Okak en 1776, au nord de Nain. Puis en 1782 un autre site à Hopedale fut commencé par Haven. En mauvaise santé, Haven se retira à Herrnhut en 1784 et y mourut en 1796. Il était aveugle pendant les dernières années de sa vie.

## Héritage
- Le pic Jens Haven, septième plus haut sommet (58° 55′ 30″ N, 63° 44′ 30″ O) des monts Torngat sur la péninsule du Labrador, est nommé en son honneur[6].
- L'île Jens Haven (58° 31′ 18″ N, 63° 03′ 48″ O) sur la côte de Terre-Neuve-et-Labrador est nommée en sa mémoire[7].
- Jens Haven Memorial, une école primaire de Nain, porte le nom de Jens Haven[8].